# Tamara Rohloff

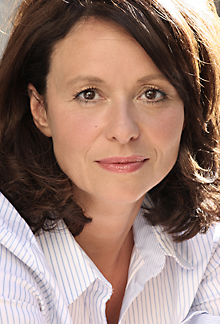
Tamara Rohloff, 2011

Tamara Rohloff (* 20. März 1961 in Berlin) ist eine deutsche Theater- und Film-Schauspielerin.

## Leben
Tamara Rohloff wuchs in Berlin in einem Geschäftshaushalt auf und wollte schon als Kind Schauspielerin werden. Nach dem Abitur 1980 studierte sie in Berlin Sportwissenschaften. Nach erfolgreichem Abschluss 1984 betrat sie 1985 die Theaterbühne am Schillertheater im Kabarettprogramm Bücherverbrennung. Von 1987 bis 1989 erlernte sie am Theater Heilbronn den Schauspielberuf in klassischen, meist tragischen Rollen wie in der der Mascha in Tschechows Drei Schwestern, in der der Agnes in Molières Schule der Frauen oder als Johanna von Orléans. Nach dem Wechsel zum Fernsehen spielte sie 1990/1991 in der dreiteiligen Romanverfilmung von Ilse von Bredows Kartoffeln mit Stippe und später in zahlreichen deutschen Fernsehserien wie Bella Block, Ein Fall für zwei, Unser Lehrer Doktor Specht (Frau „Lämmchen“ Lammert) und vor allem in girl friends – Freundschaft mit Herz die Rolle der Ilka Frowein. Erste regelmäßige Fernsehauftritte hatte sie bereits in den ersten beiden Staffeln von Die Vier aus der Zwischenzeit gehabt (damals neben George Kranz, dann Christoph M. Ohrt, Alexander Hauff, Claudia Matschulla), einer Sitcom-Einlage der ARD-Jugendreihe 45 Fieber (1984–1989). Neben ihren Fernsehrollen trat sie auch in einigen Kinofilmen auf. Von 2013 bis 2014 verkörperte sie in der Serie Herzensbrecher – Vater von vier Söhnen die Rolle der Kirchenvorstandsvorsitzenden Constanze Abel.
Seit 2002 ist die Schauspielerin außerdem als Kommunikationstrainerin tätig.
Tamara Rohloff ist ledig und lebt mit ihrem Sohn (* 1995) in Berlin.

## Filmografie

### Fernsehen
- 1985: Es muß nicht immer Mord sein: Übergepäck
- 1986: Detektivbüro Roth: Sand ins Getriebe
- 1987: Ein Heim für Tiere: Das Geheimnis des Waldes
- 1988: Fest im Sattel
- 1988: Ein Fall für zwei: Tödliche Versöhnung
- 1990: Der Landarzt: Das Angebot
- 1990: Kartoffeln mit Stippe
- 1991: Unser Lehrer Doktor Specht
- 1991: Mrs. Harris und der Heiratsschwindler
- 1991: Ein Fall für zwei: Filmriß
- 1992: Felix und zweimal Kuckuck
- 1992: Wolffs Revier: Verbrecher sind nicht pünktlich
- 1992, 1993: Unser Lehrer Doktor Specht (13 Folgen)
- 1993: Freunde fürs Leben: Brautschau
- 1993: Hecht & Haie: Liebesfreud und Liebesleid
- 1993: Der Showmaster
- 1994: Der Nelkenkönig
- 1994, 1995: Frauenarzt Dr. Markus Merthin (7 Folgen)
- 1995–1998: girl friends – Freundschaft mit Herz (48 Folgen)
- 1997: Bella Block: Geldgier
- 1998: Ein Mord für Quandt: Ein braver Hund
- 1998: Einsatz Hamburg Süd: Auf Abwegen
- 1999: Die Stunde des Löwen
- 1999: Nicht ohne meine Eltern
- 1999: Ein Mann steht auf
- 2000: Jugendsünde
- 2000: Solange es Männer gibt
- 2005: Im Namen des Gesetzes: Hotline
- 2005: Hallo Robbie!
- 2006: Die Liebe kommt selten allein
- 2006: SOKO Köln: Der Heckenschütze
- 2006: Der letzte Zeuge: Gambit Star
- 2006, 2009, seit 2018: In aller Freundschaft: diverse Folgen
- 2008: SOKO Leipzig: Heile Welt
- 2012: Unser Charly (2 Folgen)
- 2012: Und alle haben geschwiegen
- 2012: Heiter bis tödlich: Fuchs und Gans – Herzrasen
- 2013–2015: Herzensbrecher – Vater von vier Söhnen (22 Folgen)
- 2017: Morden im Norden – Aschenputtel
- 2018: Inga Lindström – Das Geheimnis der Nordquists
- 2021: Der Staatsanwalt – Tod im Teich

### Kino
- 1986: Meier, Regie: Peter Timm
- 1987: Weiberwirtschaft, Regie: Thomas Engel
- 1999: Codes, (Kurzfilm), Regie: Kilian von Keyserlingk
- 1999: Mein Freund, seine Mutter und die Elbe (Kurzfilm), Regie: Kathie Liers
- 2000: Paul Is Dead, Regie: Hendrik Handloegten
- 2006: Der Sturm, Regie: Ralf Stadler
- 2014: Antlitz des Bösen (Kurzfilm), Regie: Jasmin Lord